# Hrobka Turhan Sultan
Hrobka Turhan Sultan (turecky: Turhan Sultan Türbesi) je mauzoleum pěti sultánů, které se nachází v městské části Fatih v Istanbulu. Byla vybudována v roce 1663 na přání Turhan Hatice Sultan, hlavní konkubíny osmanského sultána Ibrahima I. a matky sultána Mehmeda IV.

## Popis
Hrobka se nachází v rohu ulic Bankacılar a Yeni Cami na náměstí Eminönü ve čtvrti Fatih v Istanbulu. Byla vybudována v roce 1663 pro Turhan Hatice Sultan, která byla hlavní manželkou sultána Ibrahima I. a Valide sultan během vlády svého syna Mehmeda IV. Byla vybudována jako součást Nové mešity, jejíž výstavba začala v roce 1598 na přání Safiye Sultan, manželky Murada III. a babičky sultánů Ahmeda I. a Mustafy I. Kompletně byla mešita dokončena právě díky Turhan v roce 1665. V hrobce se nachází celkem 44 hrobů, mezi nimiž je nejdůležitější hrob samotné Turhan a pěti sultánů (viz seznam níže). Dalšími pohřbenými jsou princové a princezny z dynastie a hlavní konkubíny, které byly nejbližšími osobami sultánů.

## Pohřbení v hrobce
Nejvýznamnější: Turhan Hatice Sultan, manželka Ibrahima I. a matka Mehmeda IV.

### 1.Mehmed IV.
- dcery: Hatice Sultan, Fatma Sultan, Ümmi Sultan
- synové: Mustafa II. a Ahmed III.

### 2.Mustafa II.
- manželka: Saliha Sebkati Sultan
- dcery: Ayşe Sultan, Emine Sultan, Safiye Sultan, Fatma Sultan, Zeyneb Sultan, Emetullah Sultan
- synové: Şehzade Suleiman, Şehzade Mehmed, Şehzade Hüseyn, Şehzade Selim